# Strawberry Jam
Strawberry Jam – siódmy album amerykańskiej grupy Animal Collective, wydany w 2007 roku. Dotarł on do 72. miejsca na Billboard 200.
Singlami z płyty są „Peacebone” i „Fireworks”.

## Recenzje
Album otrzymał 78 punktów na 100 możliwych na stronie Metacritic.com. Pitchfork Media nazwał go 6. najlepszym albumem 2007 roku.

## Lista utworów
1. "Peacebone" – 5:13
2. "Unsolved Mysteries" – 4:25
3. "Chores" – 4:30
4. "For Reverend Green" – 6:34
5. "Fireworks" – 6:50
6. "#1" – 4:32
7. "Winter Wonder Land" – 2:44
8. "Cuckoo Cuckoo" – 5:42
9. "Derek" – 3:01

## Wykonawcy
- Avey Tare
- Deakin
- Geologist
- Panda Bear
- Scott Colburn – inżynier